# Возвращение к нормальности
«Возвращение к нормальности» (англ. «A Return to Normalicy») — 12-й эпизод первого сезона телесериала канала HBO «Подпольная империя» и финал сезона, премьера которого состоялась 5 декабря 2010 года. Сценарий был написан создателем сериала Теренсом Уинтером, а режиссёром стал Тим Ван Паттен, оба исполнительные продюсеры.
Наки и Атлантик-Сити готовятся к переменам в день выборов; Торрио устраивает сделку между двумя заклятыми врагами, с далеко идущими последствиями; Джимми раздумывает своё будущее, как и Маргарет, агент Ван Алден и Илай.
Название эпизода является ссылкой к речи президента Уоррена Г. Гардинга, которая звучит в шоу.

## Сюжет
Ван Алден, инсценировав смерть Себсо как сердечный приступ, запросил перевод из Атлантик-Сити, хотя его руководитель просит его подумать. Ван Алден говорит со своей женой Роуз о своём решении, она пытается отговорить его; он говорит, что его Бог должен убедить его остаться в Атлантик-Сити, он пошлёт ему знак.
Придворная Коммодора признаётся, что она пыталась отравить его из-за его жестокого обращения. Наки позволяет ей покинуть Атлантик-Сити по-тихому, вопреки протестам Коммодора. Наки всё больше переживает из-за выборов, где у демократов больше шансов победить. Мелок предлагает доставить чёрные голоса за $10 000, новую машину и приглашение на (только для белых) вечеринку в честь победы в ночь после выборов.
Маргарет и её дети проживают с Нэн Бриттон, которая настаивает на том, чтобы Уоррен Гардинг послал за ней, когда он станет президентом. У Маргарет нету сердца, чтобы сказать ей иначе, но она поглощена заботой о детях и решает, стоит ли уехать из Атлантик-Сити.
Ротштейн готовиться уехать в Шотландию, чтобы избежать обвинения за подстраивание Мировой серии 1919 года, когда Лучано и Лански предлагают организовать встречу с Наки до окончания их войны. На встрече, устроенной Джонни Торрио, Наки соглашается положить конец войне и использовать свои политические связи, чтобы аннулировать обвинительное заключение за $1 миллион наличными и местоположения братьев Д'Алессио. Когда Наки созывает пресс-конференцию, обвиняя братьев Д'Алессио в ограблении погрузки Ротштейна, Джимми, Ричард Хэрроу и человек от Торрио, Аль Капоне, убивают банду.
Через Нэн и шествие по кладбищу в канун Дня всех святых, Маргарет обнаруживает могилы жены и ребёнка Наки. Когда она возвращается, чтобы спросить его о них, Наки говорит Маргарет о том, как счастлив и напуганным он был рождением своего сына - так боялся навредить ребёнку, что он погряз в работе. Через неделю, он наконец-то подошёл к колыбельной, обнаружив, что его сын был уже мёртв и разум его жены был окончательно разбит от горя. Он говорит Маргарет, что он испытал тот же ужас и счастье, проводя время с ней и её детьми. Маргарет решает, что Наки должен быть добр в душе, но спрашивает его, почему он делает то, что делает. Наки отвечает, что каждый должен решить, сколько грехов они могут вынести, и двое прощаются, и Маргарет планирует покинуть Атлантик-Сити после выборов.
Противостоя Анджеле по поводу его тревожных ночных кошмаров, Джимми говорит ей о своей жизни в окопах, и двое соглашаются простить друг друга и начать всё заново. Однако, когда она получает извиняющуюся открытку от своей любовницы Мэри в Париже, она состригает свои длинные волосы, которые Джимми так любит, разочаровывая её.
Люси Данцигер приходит к Ван Алдену в почтовое отделение и говорит ему, что одна ночь с ним сделала её беременной.
В ночь после выборов, Бадера избирают и республиканцы засчитывают решающую победу по всему городу. Илай всё ещё зол на своего брата за то, что он выбросил его из объявления. Когда Наки обещает всё для него устроить, говоря "Кровь гуще, чем вода", Илай резко отвечает: "Почему это должна быть именно моя кровь?". В ответ, Наки заставляет только избранного мэра Бадера храбро уволить Хэллорана и восстановить Илая в офисе шерифа в качестве его первого официального акта; это только унижает Хэллорана и не успокаивает Илая. Далее портя праздник, пьяный Джимми противостоит Наки, обвиняя его в сутенёрстве своей матери Коммодору и вообще в эксплуатации всех вокруг. На вечеринке в честь дня выборов, Маргарет и Наки воссоединяются прежде, чем Гардинг побеждает на президентских выборах.
В своём особняке, Коммодор говорит Джимми как недавнее поведение Наки с прислугой-отравительницей представляет окончательное оскорбление. Годы назад, Наки был шерифом в политической машине Коммодора; когда губернатор-реформатор Вудро Уилсон стремился обвинить их, Коммодор взял на себя вину и покинул перспективного молодого Наки, чтобы управлять вещами, только для того, чтобы Наки узурпировал его положение к тому моменту, когда он выйдет из тюрьмы. Коммодор укрепляет мнение Джимми о Наки как о гладком манипуляторе, которому не хватает смелости делать свою грязную работу. Наконец, Илай входит в комнату, и Коммодор просит Джимми присоединиться к ним для смещения Наки Томпсона.
Конец монтажа показывает персонажей, созерцающие их решения и будущее. Маргарет и Наки покидают торжество и выделяются на променаде, глядя в сторону океана, когда солнце восходит.

## Реакция

### Реакция критиков
IGN дал эпизоду оценку 8.5. Сайт сказал: "Когда победная речь Гардинга призывает вернуться к нормальности, несмотря на Маргарет, которая вернулась в его жизнь, Наки имеет все шансы вернуться ко всему кроме. 'Каждый из нас должен решать, сколько грехов мы можем вынести.' Большинство, которые Наки выбрал для себя, угрожают укусить его за задницу, несмотря на 'счастливый' конец эпизода. Для того, чтобы «Империи» смогла поднять планку чуть выше, она уже размещена довольно высоко, эти последствия сыграют большую роль во втором сезоне. Ибо только одна вещь, которая может лучше, чем Наки, который уходит 'быстро, [и] полностью лишённый каких-либо эмоций' - это смотреть то, как он извивается, когда нет чистых путей отступления."

### Рейтинги
"Возвращение к нормальности" посмотрели 3.294 миллионов зрителей.